# Golfe de Penjina
Le golfe de Penjina ou golfe de la Penjina, en russe : Пе́нжинская губа́, Penjinskaïa gouba, est une profonde échancrure située au nord-est de la mer d'Okhotsk, entre l'oblast de Magadan et la péninsule du Kamtchatka, à l'est de la Russie.

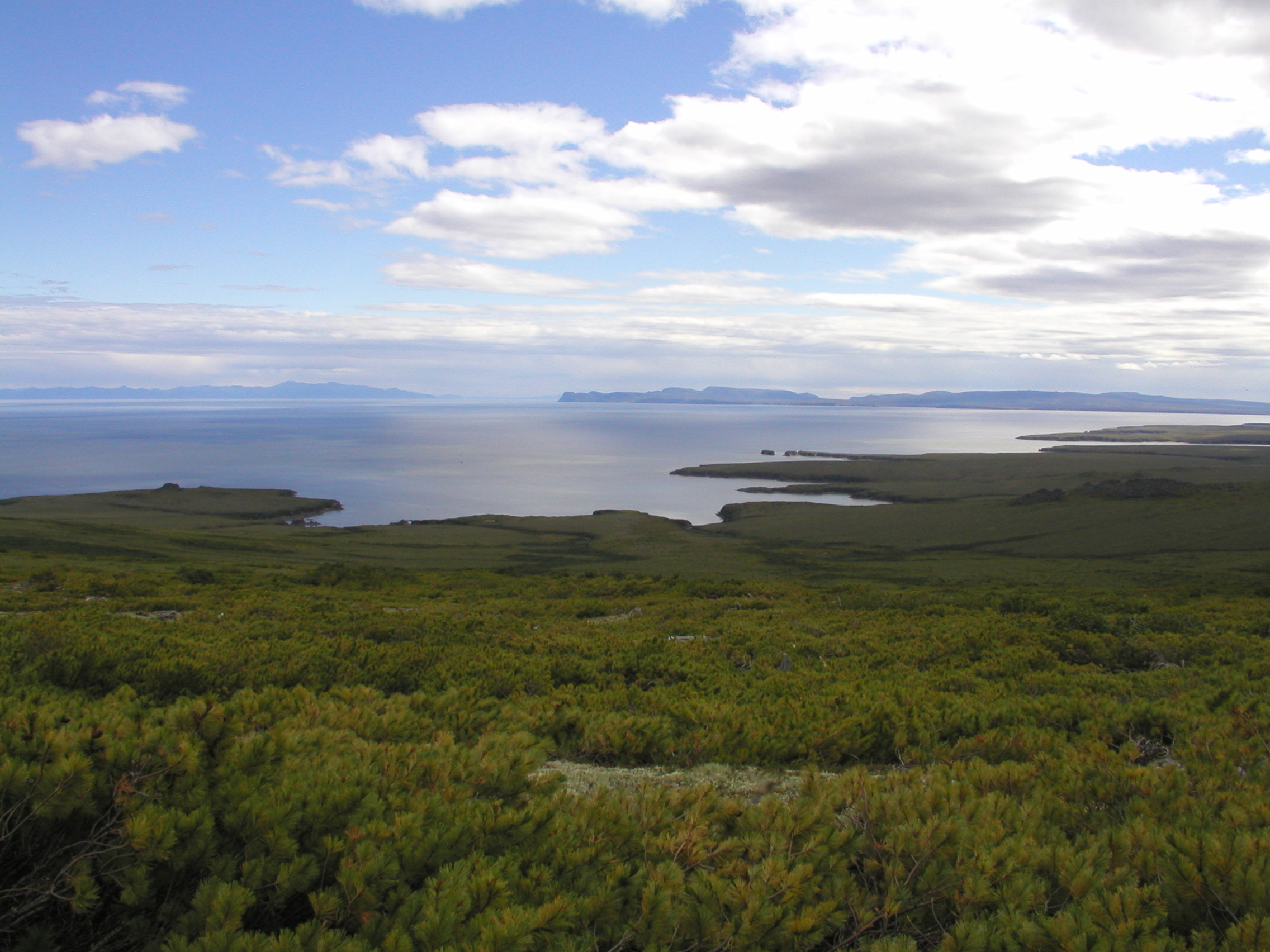
Le golfe de Penjina, côte

Le golfe de Penjina est un bras du golfe de Chelikhov au nord-est de la mer d'Okhotsk. Il est délimité, à l'est, par la péninsule du Kamtchatka et,, à l'ouest, par la péninsule de Taygonos qui le sépare de la baie de Guijiguine (en). Il mesure 300 km de long et 65 km de large. À l'endroit où les deux péninsules se rapprochent, la largeur du golfe diminue à 30 km. Les eaux sont gelées d'octobre à avril et leur profondeur n’atteint pas les 100 m. Les marées y sont les plus importantes de toutes les baies de l'océan Pacifique, elles atteignent 9 mètres de marnage en moyenne (12,9 mètres) contre 17 mètres dans la baie de Fundy au Canada. Ses rives sont très peu peuplées.
Le fleuve Penjina se déverse dans le golfe. Long de 713 km, il coule en direction de l'est, puis du sud, avant de bifurquer en direction du sud-ouest. La ville de Penjina fut explorée par l'explorateur George Kennan en 1866. Le principal affluent de la Penjina est la rivière Aklan, Oklan ou Khayakha qui coule en direction du sud-est et se jette dans la Penjina à environ 80 km de son embouchure. En 1669, les Russes construisent l'ostrog d'Aklansk, utilisée pour soumettre les peuples Koriaks locaux, une étape importante sur la route allant d'Anadyrsk à la péninsule du Kamtchatka, avant l'ouverture d'une route maritime partant d'Okhotsk. Elle est attaquée à plusieurs reprises par les Koriaks avant d'être abandonnée.